# Gorboduc (toneelstuk)

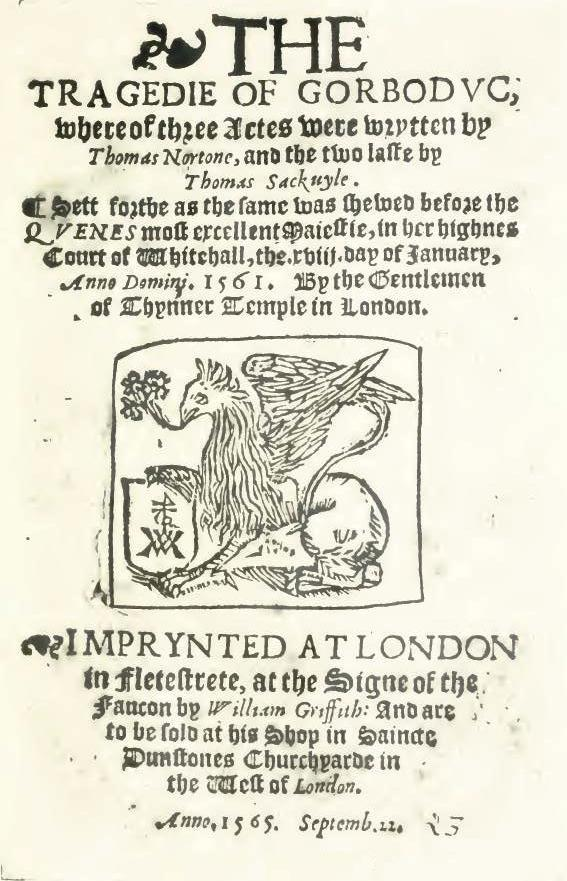
Titelpagina voor De tragedie van Gorboduc (1565)

Gorboduc, ook bekend onder de titel The Tragedy of Ferrex and Porrex (Nederlands: De tragedie van Ferrex en Porrex), is een Engels toneelstuk uit 1561. Thomas Norton schreef de eerste drie bedrijven en Thomas Sackville was verantwoordelijk voor het vierde en vijfde bedrijf. Zij baseerden zich op de legende van koning Gorboduc uit het pseudohistorisch werk Historia regum Britanniae van Geoffrey van Monmouth. Het stuk werd op 18 januari 1962 opgevoerd in aanwezigheid van koningin Elizabeth I.
Gorboduc is het eerste drama in de Engelse literatuur dat werd geschreven in blanke verzen. Ook de tot dan toe veel toegepaste vorm van de moraliteit werd losgelaten. Het stuk zet daarmee een trend voor later Engels drama. Een andere belangrijke innovatie is de inclusie van mime. Dit gebruik van conventionele gebaren versterkte de dramatische eenheid van het anders discontinue verhaal.

## Verhaal
Gorboduc en zijn echtgenote Videna zijn koning en koningin in het legendarische Britannia. Hun zonen, Ferrex en Porrex maken ruzie over de verdeling van het koninkrijk. De onenigheid leidt ertoe dat Porrex zijn broer vermoordt. Videna neemt wraak door Porrex te doden. Er volgt een gruwelijke burgeroorlog. Het volk keert zich tegen de vorsten en zij worden gedood. Uiteindelijk blijft het rijk in chaos achter.